# 1977 في جامايكا
فيما يلي قوائم الأحداث التي وقعت خلال عام 1977 في جامايكا.

## سياسة

### انتهاء فترة المنصب
- 1 يناير – دودلي تومسون وزير الخارجية والتجارة الخارجية ‏.

## مواليد

### يناير
- 1 يناير – ميل راديو ممثل إنجليزي.

### مارس
- 25 مارس – داميون مكينتوش لاعب كرة قدم أمريكية من الولايات المتحدة الأمريكية.

### يونيو
- 7 يونيو – دونوفان ريكيتس لاعب كرة قدم جمايكي.
- 21 يونيو – لويد هاريسون لاعب كرة قدم أمريكي.

### يوليو
- 28 يوليو – مارك بوسويل منافِس أوليمبي كندي.
- 29 يوليو – كيماني فريند لاعب كرة سلة جمايكي.

### أغسطس
- 31 أغسطس – ماركو مكدونالد لاعب كرة قدم جامايكي.

### سبتمبر
- 17 سبتمبر – كارل رايت لاعب كركيت من الولايات المتحدة الأمريكية.

## وفيات

### أغسطس
- 6 أغسطس – ألكسندر بوستامانتي (مواليد 1884) سياسي جامايكي.
- 27 أغسطس – سانت ويليام غرانت (مواليد 1894)